# 8788 Лабері
8788 Лабері (8788 Labeyrie) — астероїд головного поясу, відкритий 1 листопада 1978 року.
Тіссеранів параметр щодо Юпітера — 3,528.